# Peter Massine
Peter Massine (* 1964 in der Schweiz, Sion geboren) war der Gründer, Inhaber und Produzent der Pferde-Galashow Apassionata.

## Leben
Massine ist Sohn des russischen Choreographen Léonide Massine. Er studierte Betriebswirtschaftslehre und Psychologie an der LMU München. Von 1993 bis 1997 vermarktete er für den Produzenten Wolfgang Bocksch den Zauberkünstler David Copperfield in Europa. Zeitgleich verwaltete er das Schillertheater in Berlin, nachdem es als Staatsbühne geschlossen worden war. Im Jahr 2002 gründete er zusammen mit Robert Wagner (schied 2008 aus) Apassionata. 2010 gewann er mit der Show den Live Entertainment Award für die beste Show in Deutschland. 2019 verkaufte er Apassionata an einen Investor. 